# Szürkearcú hópinty
A szürkearcú hópinty (Leucosticte tephrocotis) a madarak osztályának verébalakúak (Passeriformes) rendjébe a pintyfélék (Fringillidae) családjába tartozó faj.

## Rendszerezése
A fajt William John Swainson angol ornitológus írta le 1832-ben, a Linaria nembe Linaria (Leucosticte) tephrocotis néven.

## Alfajai
- Leucosticte tephrocotis maxima (W. S. Brooks, 1915) - a Parancsnok-szigetek
- Leucosticte tephrocotis griseonucha (von J. F. Brandt, 1842) - az Aleut-szigetek, költési időszakon kívül előfordulhat a Kodiak-szigeten is
- Leucosticte tephrocotis umbrina (Murie, 1944) - a Bering-tengeren található Hall-sziget, St. Matthew-sziget és a Pribilof-sziget
- Leucosticte tephrocotis irvingi (Feinstein, 1958) - Alaszka északi része
- Leucosticte tephrocotis littoralis (S. F. Baird, 1869) - Alaszka délkeleti része, Kanada tartományai közül Yukon délnyugati része és Brit Columbia északnyugati része valamint Washington állam, Oregon és Kalifornia északi része. Telelőterületébe beletartozik Montana középső része, nyugat-Nevada, észak-Utah és Új-Mexikó középső része
- Leucosticte tephrocotis tephrocotis (Swainson, 1832) - Alaszka északi és középső részén, Yukon középső részén, Brit Kolumbia nagy részén, Alberta nyugati részén, valamint északnyugat-Montana területén költ. Telelőterületébe beletartozik Brit Kolumbia déli része, Saskatchewan délnyugati része, valamint Kalifornia, Nevada, Utah, nyugat-Colorado és Új-Mexikó északi része
- Leucosticte tephrocotis wallowa (A. H. Miller, 1939) - Oregon északkeleti részén, a Wallowa-hegységben költ, telelőterülete Nevada nyugati részén és Kalifornia középső részén található.
- Leucosticte tephrocotis dawsoni (Grinnell, 1913) - Kalifornia keleti részén, a Sierra Nevada és a White-hegység területén él. [2]

## Előfordulása
Észak-Amerika nyugati részén, Kanada és az Amerikai Egyesült Államok területén honos. Természetes élőhelyei a tundrák és mérsékelt övi gyepek. Vonuló faj.

## Megjelenése
Testhosszúsága 18 centiméter, testtömege 21-29 gramm.
|  |

## Természetvédelmi helyzete
Az elterjedési területe rendkívül nagy, egyedszáma pedig stabil. A Természetvédelmi Világszövetség Vörös listáján nem fenyegetett fajként szerepel.